# Усть-Утка
Усть-У́тка (рос. Усть-Утка) — присілок у складі Нижньотагільського міського округу Свердловської області.
Населення — 129 осіб (2010, 154 2002).
Національний склад станом на 2002 рік: росіяни — 99 %.